# Dromaeosauroides
Dromaeosauroides is een geslacht van vleesetende theropode dinosauriërs, behorend tot de groep van de Dromaeosauridae, dat tijdens het vroege Krijt leefde in het gebied van het huidige Denemarken. De enige benoemde soort is Dromaeosauroides bornholmensis.

## Vondst en naamgeving
Op het zuidwesten van het eiland Bornholm komen ten zuidoosten van Rønne zeeafzettingen uit het Onder-Krijt aan het oppervlak, sedimenten uit een lagune. In het dalletje Robbedale liggen daarin een aantal zandwinningsputten van het bedrijf A/S Carl Nielsen. Sinds de jaren tachtig kwamen daaruit nu en dan microfossielen naar boven. De overheid begon eind jaren negentig in een hoekje van een grindput met een activerend programma voor langdurig werkloze jongeren, "Project Fossiel", waarbij deze in ruil voor een uitkering de zandlagen moesten zeven om botfragmentjes te vinden. In september 2000 gaven twee wetenschappers, Niels Bonde en Per Christiansen, aan studenten uit Kopenhagen een cursus paleontologisch veldonderzoek waarbij ze ook de zandput bezochten, bij deze gelegenheid vergezeld door een cameraploeg van de Deense televisie. Onder het oog van de camera's ontdekte toen een achttienjarige geologiestudente, Eliza Jarl Estrup, een tand van een theropode, het eerste fossiel van een basale dinosauriër dat ooit in Denemarken was gevonden. In 2002 zou de put nog een tand van een titanosauriër opleveren, ditmaal wel door de inspanningen van de bijstandtrekkers.

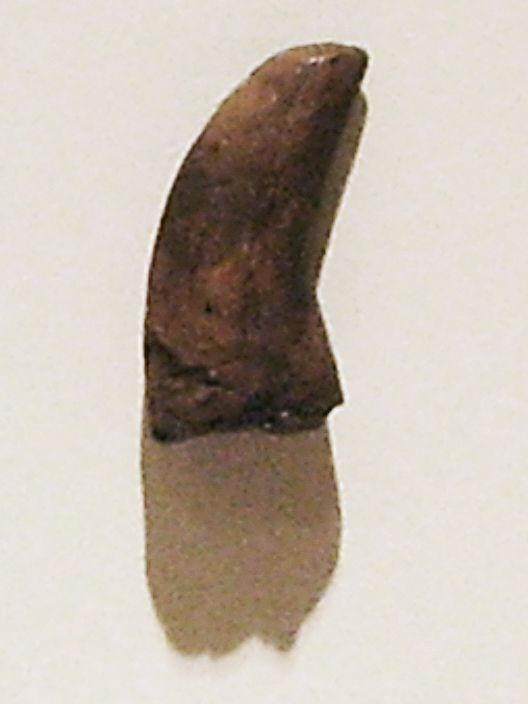
MGUH DK No. 315

In 2003 benoemden Bonde en Christiansen de tand als de typesoort Dromaeosauroides bornholmensis. De geslachtsnaam verbindt Dromaeosaurus met een Grieks ~ides, "gelijkend op", vanwege de gelijkenis met die soort. De soortaanduiding verwijst naar Bornholm.
Het holotype, MGUH DK No. 315, is gevonden in een zandlaag drie meter boven de Neomiodonlaag van de Tornhøjafzetting van de Jydegaardformatie, welke laag dateert uit het late Berriasien, ongeveer 141 miljoen jaar oud. Het fossiel maakt deel uit van de collectie van het Geologisk Museum te Kopenhagen en bestaat uit een versleten voorste tandkroon van de onderkaak, die door het levende dier al gewisseld was.
In augustus 2008 meldde boswachter Jens Kofoed de vondst van nog een theropodentand op Bornholm. Het werklozenproject werd in 2004 beëindigd maar de grindput gebruikte men daarna als toeristische trekpleister waar gezinnen voor een dag paleontoloog kunnen spelen; daarbij werd een gebroken tand blootgelegd. Deze is vijftien millimeter lang maar overigens gelijk in morfologie aan de eerste tand en werd door Bonde voorlopig aan Dromaeosauroides toegewezen. Alle drie de dinosauriërtanden uit de zandput zijn tot Deens nationaal erfgoed, Danekræ, verklaard, wat betekent dat ze niet aan particuliere verzamelingen verkocht mogen worden of uitgevoerd.

## Beschrijving
De tand die het typespecimen van Dromaeosauroides is, heeft de typische vorm van theropoden: naar achteren gebogen en afgeplat. De tandkroon is relatief hoog en de punt maakt een plotse buiging met de basis, net als bij de dromaeosauriden. De kroon heeft een lengte van 21,7 millimeter. Dat is een kwart langer dan overeenkomende tanden van Dromaeosaurus en de beschrijvers schatten op basis daarvan de lichaamslengte van Dromaeosauroides op drie meter. Als de tand correct geïdentificeerd is, was Dromaeosauroides een bevederde warmbloedige roofsauriër met een sikkelklauw aan de voet.
De basis van de tand heeft een lengte van 9,7 millimeter en een breedte van 6,6 millimeter. De snijranden liggen iets aan de binnenkant van de tandkroon net als bij Dromaeosaurus; anders dan bij die laatste vorm draait de achterste rand niet extra sterk naar binnen. De voorste snijrand toont alleen kartelingen bij de punt van de kroon over een derde van de lengte; de achterste snijrand over de volle lengte. Deze kleine vertandingen, denticulae, zijn vrij dik, beitelvormig en recht afgesneden. Ertussen bevinden zich geen "bloedgroeven". Er staan ongeveer zes kartelingen per strekkende millimeter, zowel op de voorrand als op de achterrand; dat de verhouding niet afwijkt, komt overeen met de toestand bij Dromaeosaurus. De dichtheid is anderhalfmaal zo groot als bij Dromaeosaurus.

## Fylogenie
De beschrijvers plaatsten Dromaeosauroides in de Dromaeosauridae en daarbinnen in de Dromaeosaurinae. Daarmee zou de soort een van de oudste bekende dromaeosauriden zijn en — met mogelijke uitzondering van de Britse Nuthetes — het beste bewijs dat dromaeosauriden ook in de regio van Europa voorkwamen wat in het Krijt geen aaneengesloten continent was. Indertijd lag het gebied van Bornholm op de zuidkust van Fenno-Scandia ofwel het westelijke gedeelte van de Baltische Plaat die soms via landbruggen verbonden was met Azië, een continent waar met zekerheid dromaeosauriden leefden.